# Celestino Piaggio
Celestino Piaggio, né le 20 décembre 1886 à Concordia en Argentine et mort le 26 octobre 1931 à Buenos Aires, est un pianiste, violoniste, chef d'orchestre et compositeur argentin.

## Biographie
Celestino Piaggio commença à étudier le piano et le violon avec son père qui était chef d'orchestre et professeur de musique, avant d'entrer en 1900 au Conservatoire de musique de Buenos Aires où il reçut une éducation musicale avec notamment les compositeurs Alberto Williams, Julián Aguirre et Andrés Gaos. Il partit ensuite en France, pour parfaire son éducation musicale à la Schola Cantorum de Paris. Il fut élève de Léon de Saint-Réquier (harmonie), Albert Groz (contrepoint), Vincent d'Indy (composition), Abel Decaux (orgue) et Amédée Gastoué (chant grégorien). Il prit des cours de piano privés avec Ricardo Viñes.
Durant l'été de 1914, il partit pour la Roumanie, où il resta durant toute la Première Guerre mondiale et jusqu'en 1919. Il fut pianiste à la cour royale à Bucarest ainsi que membre du jury du Conservatoire de Bucarest et fonda en 1918 la revue "Revista Critica Teatrală, Muzicală, literara şi Artistica". Il dirigea l'orchestre de l'"Asociatia Generala Muzicală Din România".
En 1919, il reprit ses études avec Vincent d'Indy à la Schola Cantorum. En 1920, il étudia la direction d'orchestre avec Arthur Nikisch au Gewandhaus de Leipzig. 
En 1921, il retourna en Argentine et fut professeur de piano, d'harmonie, de contrepoint et de composition au Conservatoire de Buenos Aires. Il fut nommé directeur adjoint du conservatoire de musique en 1924. En outre, il a enseigné de 1922 à 1931 à l'Instituto Nacional de Ciegos. 
Celestino Piaggio est devenu membre de la Sociedad Nacional de la Música et de la Comisión Nacional de Bellas Artes, ainsi que directeur artistique de la Sociedad Argentina de Música de Cámara y Sinfónica. À Buenos Aires, il fonda l'Association symphonique de Buenos Aires, premier établissement permanent de l'orchestre symphonique de la ville, avec lequel il avait fait ses débuts en 1922 avec des œuvres de Carlos López Buchardo. Il a joué avec l'orchestre de nombreuses premières mondiales d'œuvres de compatriotes argentins contemporains. Il a également travaillé comme chef d'orchestre au Théâtre Colón de Buenos Aires.

## Œuvres
- Minuetto en mi bemol pour piano, 1901
- Los días, 7 miniaturas pour piano, 1902
- Miniatura pour orchestre à cordes, 1903
- Hoja de álbum pour violon et orchestre à cordes, 1903
- Andantino pour orchestre à cordes, 1904
- Gavotta pour orchestre à cordes, 1904
- Miniatura pour piano, 1904
- Página gris pour piano, 1904
- Bagatela pour piano, 1904
- Humorística pour piano, 1904
- Arabescos pour piano, 1905
- La urna, canzona, texte d'Alberto Williams, 1905
- Yo no lo sé, chanson 1905
- Danza pour orchestre à cordes, 1905
- Madrigal pour voix et piano, 1905
- Trois mélodies textes de Tristan Klingsor, Jacques Normand et Sully Prudhomme, 1907
- Taisons-nous, chanson, 1907
- Les marionnettes, chanson, texte de Tristán Klingsor, 1908
- Chanson des belles, texte de Tristán Klingsor, 1911
- Sonata en do sostenido menor pour piano, 1912–13
- Obertura en do menor pour orchestre, 1913–14
- Sinfonía, 1915
- Tonada pour piano, 1915
- Trois mélodies textes d'André Suarès, 1915–17
- Lourde, lourde était mon âme, chanson, texte d'André Suarés, 1916
- Stella matutina, canzona, texte d'André Suarés, 1918
- Homenaje a Julián Aguirre pour piano, 1925

## Référence
- (es) Biographie de Celestino Piaggio